# Большой каскад (Павловск)

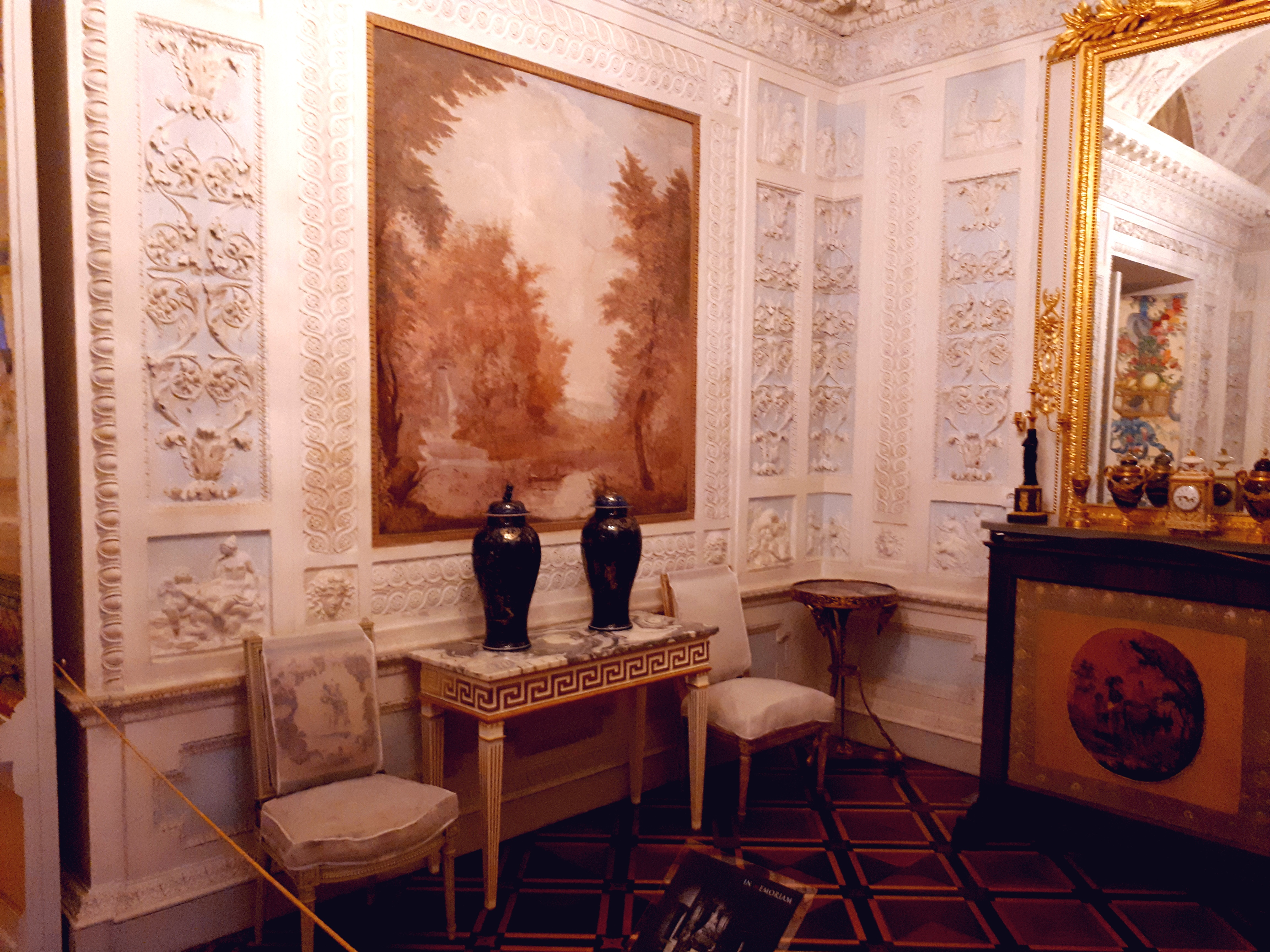
Изображение каскада на стене туалетной Марии Фёдоровны

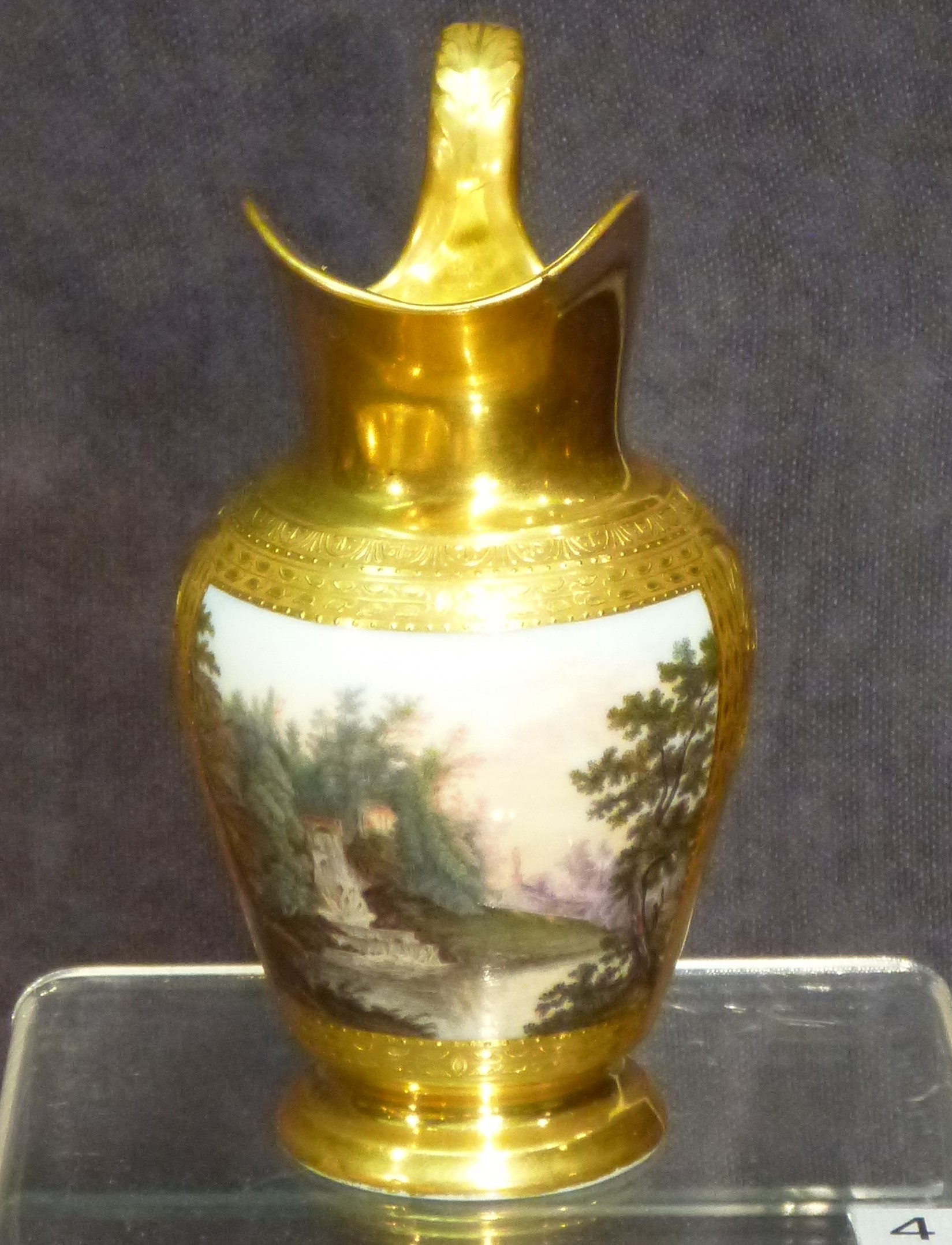
Каскад на сливочнике Императорского фарфорового завода, конец XVIII века

Большой каскад — памятник архитектуры, декоративная стенка в Павловском парке на склоне реки Славянки примерно напротив Храма Дружбы.
Большой Каскад был построен в 1786—1787 годах по проекту Чарлза Камерона. Он оживлял созданный на расширенном участке реки Круглый пруд (Круглое озеро). По изначальному проекту каскад был грудой камней с отвесной стеной, с неотёсанными камнями поверх плит. Питание искусственного водопада шло из Старошалейного (Вокзального) пруда. Весь пейзаж был выстроен со стремлением к естественности.
Задуман каскад был ещё в 1781 году, но строительство не начиналось из-за сомнений Карла Кюхельбекера в возможности осуществить проект из-за недостатка средств.
В 1792 году В. Бренна, выполняя задание преобразовать парк в более парадный, спроектировал возведение над истоком водопада стены из крупных гладко отёсанных квадров пудостcкого известняка. Проект был реализован в 1792—1794 годах К. Пластининым и М. Варламовым.
В средней части стены сделана плоская полукруглая ниша с круглым отверстием внизу, вода падала оттуда по выдвинутой вперёд плите на покатое ложе с большими камнями. По сторонам стены стоят два устоя с небольшими каменными вазами. Сверху стенка украшена балюстрадой, ограждающей смотровую площадку с видом на долину реки и Храм Дружбы, вокруг каскада раскиданы камни.
В парке было около тридцати каскадов, из них Большой требовал наибольшего количества воды, что приводило к редким запускам. Подземный водопровод постепенно стал разрушаться. В 1817 году была проведена реконструкция, но всё равно каскад не действовал с конца XIX века.
В 1954 году наружная часть каскада была отреставрирована. В 1990 году было установлено, что открытый канал и колодец каскада забиты илом, откосы оползли, кладка повреждена, каменные крепления частично разрушены; к 2007 году было отмечено также повреждение балюстрады. В 2013 году был объявлен конкурс на проведение реставрации, 3 июня 2014 года состоялось открытие вновь заработавшего каскада.
Изображением каскада («Большой каскад» А. Мартынова) украшены стены Туалетной комнаты Марии Фёдоровны в Павловском дворце.